# Michael Cobbins (giocatore di football americano)
Michael Cobbins (...) è un ex giocatore di football americano statunitense, che ha giocato come defensive lineman.
Dopo aver giocato per la squadra universitaria statunitense dei Missouri Western State Griffons ha firmato con i Los Angeles Avengers della AFL, ma la lega  ha interrotto l'attività dopo la stagione del suo debutto e la squadra ha chiuso.

## Palmarès
- 1 Mondiale (2007)